# Mike Brant
Moshe Michael Brand, mais conhecido como Mike Brant (Famagusta, 1 de fevereiro de 1947 – Paris, 25 de abril de 1975), foi um músico israelense que alcançou fama após se mudar para a França. Sua canção de maior sucesso foi "Laisse-moi t'aimer". Brant se suicidou no auge de sua carreira, pulando da janela de seu apartamento em Paris.